# Nina Kraljić

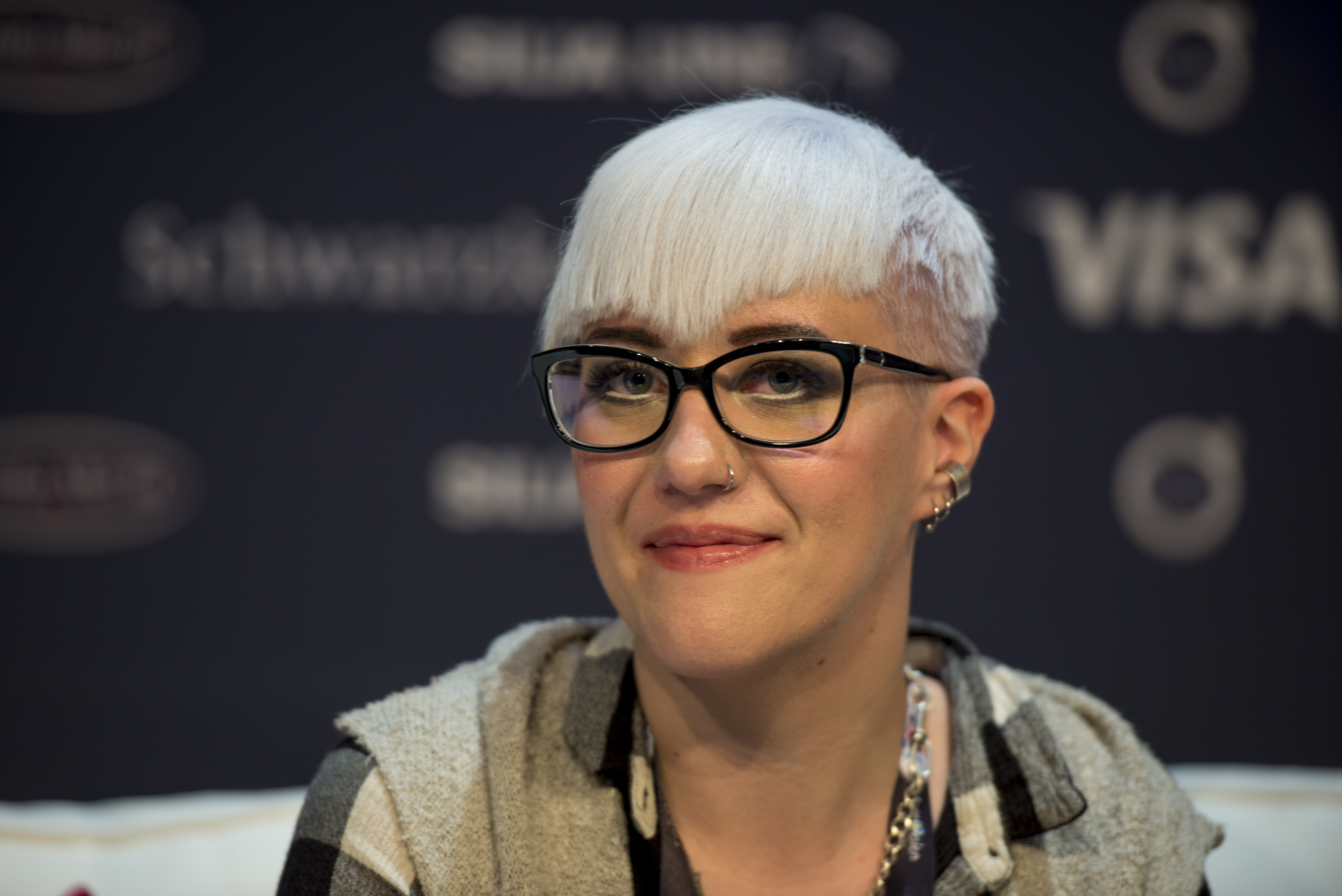
Nina Kraljić (2016)

Nina Kraljić (kroatische Aussprache [nîna krǎːʎitɕ]; * 1. Januar 1992 in Lipovljani (nahe Kutina)) ist eine kroatische Sängerin. Sie gewann die erste Ausgabe der Castingshow The Voice – Najljepši glas Hrvatske und vertrat das Land beim Eurovision Song Contest 2016 in Stockholm, wo sie Platz 23 belegte.

## Leben
2009 nahm sie an der kroatischen Variante des Supertalents teil, wo sie den zehnten Platz erreichte. Nationale Bekanntheit erlangte sie jedoch erst durch ihren Sieg bei der 2015 erstmals stattfindenden Castingshow The Voice Hrvatske, die sie im Team von Jaques Houdek souverän mit über einer Million Stimmen gewann. Ihre Debütsingle Zaljuljali smo svijet erschien im August 2015.
Sie wurde im Februar 2016 intern vom kroatischen Fernsehen HRT ausgewählt, das Land bei seiner Rückkehr zum ESC nach zweijähriger Pause zu vertreten. Der Beitrag Lighthouse, geschrieben von Andreas Grass und Nikola Paryla, wurde am 9. März 2016 veröffentlicht.
Kraljic gewann 2016 den Barbara Dex Award, mit dem das schlechteste Outfit geehrt wird.

## Diskografie
Singles
- 2015: Zaljuljali smo svijet (Wir schaukeln die Welt)
- 2016: Lighthouse (Leuchtturm)